# Bufo Alvarius, Amen 29:15
| Đánh giá chuyên môn | Đánh giá chuyên môn |
| Nguồn đánh giá      | Nguồn đánh giá      |
| Nguồn               | Đánh giá            |
| ------------------- | ------------------- |
| Allmusic            | [ 1 ]               |

Bufo Alvarius, Amen 29:15 là album phòng thu đầu tay của ban nhạc người Mỹ Bardo Pond, được phát hành vào tháng 1 năm 1995 bởi hãng đĩa Drunken Fish Records. Tiêu đề album xuất phát từ một loài cóc mà trong da có chất gây ảo giác 5-MeO-DMT.

## Danh sách track
Tất cả các ca khúc được viết bởi Steve Austin.
| STT | Nhan đề            | Thời lượng |
| --- | ------------------ | ---------- |
| 1.  | "Adhesive"         | 4:34       |
| 2.  | "Back Porch"       | 4:51       |
| 3.  | "On a Side Street" | 7:24       |
| 4.  | "Capillary River"  | 6:22       |
| 5.  | "No Time to Waste" | 6:57       |
| 6.  | "Absence"          | 8:36       |
| 7.  | "Vent"             | 4:41       |
| 8.  | "Amen"             | 29:12      |

| 2010 Remastered CD bonus track | 2010 Remastered CD bonus track | 2010 Remastered CD bonus track |
| STT                            | Nhan đề                        | Thời lượng                     |
| ------------------------------ | ------------------------------ | ------------------------------ |
| 9.                             | "Fixed"                        | 5:31                           |

## Thành phần tham gia
Theo phần ghi chú bìa của Bufo Alvarius, Amen 29:15.
| Bardo Pond - Joe Culver – trống, hát (1) - John Gibbons – guitar, hát (4) - Michael Gibbons – guitar, hát (3) - Isobel Sollenberger – hát chính, sáo - Clint Takeda – guitar bass (8) | Sản xuất - Bardo Pond – sản xuất - Art Difuria – sản xuất, kỹ thuật |

## Lịch sử phát hành
| Vùng     | Ngày | Hảng đĩa     | Định dạng | Catalog  |
| -------- | ---- | ------------ | --------- | -------- |
| Mỹ       | 1995 | Drunken Fish | CD, LP    | DFR-15   |
| Anh Quốc | 2010 | Fire         | CD, LP    | FIRE 137 |